# الديوان الملكي الهاشمي
الديوان الملكي الهاشمي (بالإنجليزية: The Royal Hashemite Court)‏ هو حلقة الوصل الرئيسية والأساسية بين الملك عبد الله الثاني بن الحسين والحكومة المركزية والقوات المسلحة والأجهزة الأمنية، ويعد أيضا الوسيط بين الملك والشعب الأردني. وتكون وظيفته الرئيسية تنفيذ وإعداد برامج الملك عبد الله الثاني بن الحسين المحلية والدولية. اتسع نطاق الديوان الملكي ليشمل دوائر مختلفة جميع أعمال باقي أفراد الأسرة الملكية، وتهتم هذه الدوائر بالجوانب المتنوعة لعملية التطوير الاجتماعي والقضايا التعليمية والعسكرية. ويرتبط بالديوان الملكي الهاشمي بمجلس الأمن الوطني. ويدعم الديوان العلاقة دعما كاملا بين الملك والحكومة، ويعتبر هذا الدعم والدور شرطاً أساسياً لضمان سير أعمال الحكومة الأردنية والعملية الدستورية.

## تاريخ الديوان
تأسس الديوان الملكي الهاشمي بداية تأسيس الدولة الأردنية ما بين عام 1921-1946، وكان يسمى في ذلك الوقت بالمقر العالي ثم رئاسة الديوان الأميري العالي ومن ثم رئاسة الديوان الهاشمي. ومر الديوان الملكي الهاشمي بعدة مراحل من التطوير والتحديث على مدى تطور الدولة الأردنية منذ تأسيسها وحتى الآن.
وبعد استقلال الأردن في 25 أيار 1946م، توج عبد الله الأول بن الحسين، ملكا دستوريا على البلاد، وغُيّر اسمها من إمارة شرقي الأردن إلى  المملكة الأردنية الهاشمية، وصدر للمملكة دستورها الجديد. ومع ذلك التغيير، وبناءًا عليه تم تغيير مسمى الديوان الأميري العالي إلى الديوان الملكي الهاشمي.

## وظيفة الديوان
يعتبر الديوان الملكي الهاشمي الدائرة الخاصة بالملك، ويقوم بعدة أعمال سياسية وإدارية خاصة تتعلق بالملك والدولة
الأردنية، ويعتبر هذا الديوان من أهم الأجهزة الفعالة في الدولة، إذ يعتبر حلقة الوصل الرئيسية بين الملك وأجهزة الدولة بدءا بالحكومة مرورا بالقوات المسلحة، والأجهزة الأمنية، والسفارات الأردنية في الخارج.
بالإضافة إلى ذلك يمثل الديوان الملكي حلقة الوصل بين الملك والشعب الأردني، إذ هو مكان امن لسماع الشكاوى التي يتقدم بها المواطنون. وعليه يلعب الديوان الملكي دورا في إدارة الشأن الأردني العام. وقد اتسع نطاق عمل هذا الديوان الملكي ليشمل مجالات مختلفة ومتنوعة، مثل التطوير الاجتماعي، والقضايا التعليمية والعسكرية وغيرها.
يعتبر الديوان الدائرة الملكية الخاصة، ويخضع للملك وحده، إذ إن الدستور الأردني لا يشير إلى هذا الديوان واختصاصاته
ورئيس الديوان غير مسئول أمام مجلس الأمة الأردني، أو أية جهة أخرى.
يقوم الديوان بعده وظائف رئيسية منها:
1. قناة الاتصال بين الملك والحكومة وكافة الأجهزة الأخرى في الدولة.
2. قناة الاتصال بين الملك والشعب الأردني بكافة أطيافه وتوزيعاته.
3. القيام بالعديد من الأمور الإدارية والتنظيمية.
4. تسيير أمور أعضاء الأسرة الملكية الهاشمية.

## مواقع كبار موظفي الديوان
كبار موظفي الديوان الملكي الهاشمي هم:
- رئيس الديوان الملكي
- كبير الأمناء.
- الأمين الخاص.
- المستشار الخاص.
- المبعوث الشخصي.
- مدير مكتب الملك.

كذلك يوجد العديد من أصحاب الوظائف والمناصب العليا التي تتبع للديوان الملكي منها:
- وزير البلاط الملكي.
- أمين عام الديوان الملكي.
- رئيس التشريفات الملكية.
- المستشارون
- مدراء الدوائر.

ويوجد في الديوان الملكي العديد من الدوائر السياسية والاقتصادية والاجتماعية والإدارية والقانونية التي تتابع مختلف القضايا في الدولة والمجتمع الأردني. ويتميز الديوان الملكي بنفوذ كبير، ويعنى بوظيفية مراقبة السياسات العامة أكثر من صياغتها. ويتوقف كل ذلك على شخصية رئيس الديوان الملكي، وخبرته، وطريقة تقديم المشورة للملك في مرحلة ما قبل صياغة القرار.

## مستشارية شؤون العشائر
هي إحدى إدارات الديوان الملكي الهاشمي التي تأسست بغرض توفير احتياجات أبناء البادية والعشائر الأردنية لما تتمتع به مناطق البادية من خصوصية جغرافية واجتماعية واقتصادية تنموية وخدمية. كان الاهتمام بالعشائر من قبل النظام الملكي في الأردن قديما ففي حكومة المملكة الأولى المشكلة عام 1921 تم تعيين الأمير شاكر بن زيد نائبا عن العشائر في الحكومة. كما عملت الدولة على تسوية قضايا الدم والثأر وإيقاف الغزو تكريسا لمبدأ سيادة الدولة وهيبتها وذلك بناء على قانون خاص بالإشراف على البدو صدر عام 1924. وفي أكتوبر من ذات العام صدر قانون محاكم العشائر الذي نشأت عنه محاكم للعشائر تطور لاحقا في عام 1936 فتأسست محكمة استئناف عشائرية بموجبه. في العام 1933 أعطيت صلاحية تسوية بعض الجرائم العشائرية لقائد الجيش العربي الأردني بناء على قانون صدر لهذا الغرض. وفي سنة 1972 صدر قانون شيوخ العشائر الذي أسس بناء عليه مجلس خاص بشيوخ العشائر ترأسه الأمير محمد بن طلال ثم ما لبثت القوانين العشائرية أن ألغيت في عام 1976 لكن العرف العشائري ظل سائدا. تتولى المستشارية عدة مهام من بينها: التواصل الدائم مع العشائر الأردنية وترتيب لقاءات الملك عبد الله الثاني بن الحسين وولي عهده مع وجهاء العشائر الأردنية كما تلعب دورا في حل النزاعات العشائرية بالتعاون مع الجهات المختصة جنبا إلى جنب مع بناء قاعدة بيانات عن البادية وعشائرها وبنيتها المجتمعية ووجهائها والواقع الاقتصادي والاجتماعي فيها بهدف معالجة مشاكلها الأساسية وتحقيق التنمية المستدامة على الصعيد المجتمعي وبالتنسيق مع باقي إدارات الديوان الملكي.

## المبادرات الملكية

### صندوق الملك عبد الله الثاني للتنمية
أنشئ الصندوق عام 2001 كمنظمة تنموية غير حكومية غير ربحية تهدف لتعزيز التنمية الاجتماعية والتعليمية وتحسين الستوى المعيشي للمواطنين ومكافحة الفقر والبطالة ودعم المشاريع الريادية.

### مركز الملك عبد الله الثاني للتميز
تأسس المركز عام 2006 بهدف تعزيز الروح التنافسية وثقافة التميز حيث ينظم المركز جائزة الملك عبد الله الثاني للتميز والتي تعد من أرفع الجوائز على مستوى المللكة لتقييم جودة الأداء المتميز في المؤسسات العامة والخاصة والتعليمية والاتحادات والمنظمات غير الحكومية.

### المركز الأردني للتصميم والتطوير
تأسس المركز في أغسطس من عام 1999 ويعرف اختصارا «كادبي» كمؤسسة عسكرية مدنية تتمتع بالاستقلالية وتعمل ضمن مظلة الجيش العربي الأردني بهدف تطوير قدرات الأردن العسكرية في المجالات الدفاعية وتقديم حلول متقدمة للتحديات العسكرية محليا وإقليما وعالميا.

### أردن النخوة
هي حملة تأسست في الذكرى العشرين لتولي الملك عبد الله الثاني بن الحسين لسلطاته الدستورية وتهدف لتعزيز الشراكة بين القطاعين العام والخاص جنبا إلى جنب مع مؤسسات المجتمع المدني بهدف القيام بنشاطات تطوعية خيرية متنوعة تشمل جوانب ثقافية وشبابية واقتصادية واجتماعية وترفيهية. تضمنت الحملة عدة مبادرات شملت:
- دعم الغارمات: والتي أسفرت عن مساعدة ما يزيد على 6481 غارمة وجمع مبلغ 4 ملايين دينار أردني.[7]
- بلدك بيتك: والتي تهدف للمحافظة على نظافة المرافق العامة والبيئة من غابات ومتنزهات عامة ومواقع سياحية وغيرها وذلك بالشراكة مع وزارة البيئة.[8][9]
- بطولة الاستقلال الرمضانية: وهي دوري كرة قدم وطني في كل محافظات المملكة يقام في شهر رمضان المبارك بهدف تعزيز انخراط الشباب في الرياضة.[10]
- ربيع أم قيس: حيث تقوم بتنظيم رحلات مجانية سياحية ذات هدف تثقيفي للأيتام والطلاب الأقل حظا.
- مجتمع متكافل: وتشمل عدة مبادرات منها: «إفطارك علينا» والتي تعنى بدعم الأسر الفقيرة بطرود غذائية لتوفير إفطار شهر رمضان، إلى جانب مبادرة «كسوة العيد» والتي توفر الملابس للأسر المحتاجة من خلال بنك الملابس الخيري؛ وكذلك مبادرة «إحنا إخوة» التي تهدف لإدماج الأيتام مع المجتمع المحلي في نشاطات مشتركة.[11]

## كبار الموظفين
- رئيس الديوان الملكي الهاشمي: يوسف العيسوي
- مستشار خاص للملك: الأمير طلال بن محمد
- المبعوث الشخصي والمستشار الخاص للملك: الأمير غازي بن محمد
- كبير أمناء الديوان الملكي: الأمير هاشم بن الحسين
- مستشار الخاص للملك: علي الفزاع، محمد العسعس، منار الدباس، بشر الخصاونة، كمال ناصر برهم.

## رئيس الديوان الملكي
رئيس الديوان الملكي الهاشمي هو ثالث المناصب القيادية في الدولة الأردنية، وتفاوتت أهمية هذا المنصب بين المضمون السياسي وتسيير الشؤون الإدارية بصفته حلقة وصل بين الملك والشعب. كثيرا ما يكلف الملك رئيس الديوان الملكي بمهمات إدارية وخدمية، في حين أنيطت بوزير البلاط صلاحيات سياسية، ووصلت الأمور في بعض الأحيان إلى حد إلغاء هذا المنصب في فترات متباعدة ليتم الاكتفاء بمنصب وزير البلاط الملكي فقط، وعلى مدى تاريخ الديوان الملكي الهاشمي الطويل فإن رئيس الديوان الملكي الهاشمي يحتل موقعا مهما جدا في الدولة الأردنية، باعتباره من أهم مساعدي الملك ومن خاصته، وإلى جانب تقديم مشورته للملك.
وقد تولى هذا المنصب أربع شخصيات من الأسرة الملكية الهاشمية، وهم: الأمير جميل بن ناصر والشريف حسين بن ناصر، والشريف عبد الحميد شرف. والأمير زيد بن شاكر. كما تولى دولة بهجت التلهوني المنصب أربعة مرات. بينما تولى المنصب ثلاثة مرات كل من السادة: الشريف حسين بن ناصر والأمير زيد بن شاكر. ودولة فايز الطراونة. ولم يكن جميع من تولى هذا المنصب أردنيون، فقد تولاه ثماني شخصيات عربية غير أردنية هم: عوني عبد الهادي - فلسطيني، والسيد عادل ارسلان - لبناني. ومحمد الأنسي - لبناني.(وقيل سوري)، والسيد حامد الوادي - عراقي، والسيد فؤاد الخطيب - لبناني. والسيد أحمد علوي السقاف - سعودي، والسيد محمد الشريقي - سوري، والسيد حسين سراج - سعودي.

### قائمة رؤساء الديوان الملكي
| #  | الاسم                         | من             | إلى            |
| -- | ----------------------------- | -------------- | -------------- |
| 1  | السيد عوني بن قاسم عبد الهادي | 11 / 4 / 1921  | 1 / 10 / 1921  |
| 2  | الأمير عادل بن حمود ارسلان    | 1 / 10 / 1921  | 7 / 9 / 1922   |
| 3  | السيد محمد الأنسي             | 7 / 9 / 1922   | 26 / 5 / 1924  |
| 4  | الأمير عادل بن حمود ارسلان    | 26 / 5 / 1924  | 21 / 5 / 1925  |
| 5  | السيد محمد الأنسي             | 21 / 5 / 1925  | 20 / 3 / 1927  |
| 6  | السيد حامد باشا الوادي        | 20 / 3 / 1927  | 1 / 6 / 1933   |
| 7  | الشيخ فؤاد الخطيب (بالوكالة)  | 1 / 6 / 1933   | 16 / 7 / 1933  |
| 8  | السيد محمد المحيسن            | 16 / 7 / 1933  | 23 / 9 / 1934  |
| 9  | الشيخ فؤاد الخطيب (بالوكالة)  | 1 / 10 / 1934  | 31 / 10 / 1934 |
| 10 | الأمير جميل بن ناصر           | 1 / 11 / 1934  | 22 / 8 / 1938  |
| 11 | السيد محمد الأنسي             | 22 / 8 / 1938  | 15 / 6 / 1942  |
| 12 | السيد هاشم بك خير             | 25 / 6 / 1942  | 14 / 10 / 1944 |
| 13 | السيد احمد علوي السقاف        | 15 / 10 / 1944 | 8 / 2 / 1947   |
| 14 | السيد محمد باشا الشريقي       | 12 / 2 / 1947  | 1 / 12 / 1947  |
| 15 | السيد عبد الرحمن بك خليفه     | 1 / 12 / 1947  | 21 / 5 / 1948  |
| 16 | الأمير حسين بن ناصر           | 21 / 5 / 1948  | 27 / 10 / 1948 |
| 17 | السيد عبد الرحمن بك خليفه     | 11 / 11 / 1948 | 14 / 10 / 1950 |
| 18 | السيد حسين باشا سراج          | 15 / 10 / 1950 | 1 / 3 / 1951   |
| 19 | السيد فرحان باشا شبيلات       | 3 / 3 / 1951   | 9 / 9 / 1951   |
| 20 | السيد عبد الرحمن بك خليفه     | 9 / 9 / 1951   | 4 / 5 / 1954   |
| 21 | السيد بهجت التلهوني           | 15 / 5 / 1954  | 29 / 8 / 1960  |
| 22 | السيد احمد الطراونه           | 24 / 11 / 1960 | 5 / 11 / 1961  |
| 23 | الشريف حسين بن ناصر           | 6 / 11 / 1961  | 28 / 3 / 1963  |
| 24 | السيد بهجت التلهوني           | 28 / 3 / 1963  | 6 / 3 / 1964   |
| 25 | الشريف حسين بن ناصر           | 7 / 7 / 1964   | 4 / 3 / 1967   |
| 26 | السيد وصفي التل               | 5 / 3 / 1967   | 15 / 6 / 1967  |
| 27 | الشريف حسين بن ناصر           | 15 / 6 / 1967  | 16 / 6 / 1969  |
| 28 | السيد بهجت التلهوني           | 17 / 6 / 1969  | 12 / 8 / 1969  |
| 29 | السيد زيد الرفاعي             | 13 / 8 / 1969  | 16 / 9 / 1970  |
| 30 | السيد احمد الطراونه           | 7 / 10 / 1970  | 22 / 7 / 1971  |
| 31 | السيد احمد طوقان              | 28 / 9 / 1970  | 21 / 8 / 1972  |
| 32 | السيد عدنان ابوعوده           | 21 / 8 / 1973  | 10 / 11 / 1973 |
| 33 | السيد بهجت التلهوني           | 10 / 11 / 1973 | 24 / 11 / 1974 |
| 34 | السيد مضر بدران               | 24 / 11 / 1974 | 13 / 7 / 1976  |
| 35 | الشريف عبد الحميد شرف         | 14 / 7 / 1976  | 19 / 12 / 1979 |
| 36 | السيد احمد اللوزي             | 19 / 12 / 1979 | 12 / 1 / 1984  |
| 37 | السيد مروان القاسم            | 12 / 1 / 1984  | 19 / 12 / 1988 |
| 38 | الشريف زيد بن شاكر            | 19 / 12 / 1988 | 27 / 4 / 1989  |
| 39 | السيد ذوقان الهنداوي          | 27 / 4 / 1989  | 20 / 8 / 1989  |
| 40 | السيد مضر بدران               | 20 / 8 / 1989  | 6 / 12 / 1989  |
| 41 | الشريف زيد بن شاكر            | 7 / 12 / 1989  | 21 / 11 / 1991 |
| 42 | السيد عدنان ابوعوده           | 21 / 11 / 1991 | 26 / 3 / 1992  |
| 43 | الدكتور خالد الكركي           | 26 / 3 / 1992  | 14 / 10 / 1993 |
| 44 | الشريف زيد بن شاكر            | 14 / 10 / 1993 | 8 / 1 / 1995   |
| 45 | السيد مروان القاسم            | 8 / 1 / 1995   | 3 / 2 / 1996   |
| 46 | السيد عون الخصاونة            | 3 / 2 / 1996   | 17 / 2 / 1998  |
| 47 | الدكتور فايز الطراونة         | 17 / 2 / 1998  | 20 / 8 / 1998  |
| 48 | الدكتور جواد العناني          | 20 / 8 / 1998  | 4 / 3 / 1999   |
| 49 | السيد عبدالكريم الكباريتي     | 4 / 3 / 1999   | 13 / 1 / 2000  |
| 50 | الدكتور فايز الطراونة         | 13 / 1 / 2000  | 9 / 3 / 2003   |
| 51 | السيد يوسف الدلابيح           | 9 / 3 / 2003   | 16 / 11 / 2003 |
| 52 | السيد فيصل عاكف الفايز        | 5 / 4 / 2005   | 16 / 11 / 2005 |
| 53 | السيد سالم الترك              | 16 / 11 / 2005 | 22 / 11 / 2007 |
| 54 | الدكتور باسم عوض الله         | 22 / 11 / 2007 | 1 / 10 / 2008  |
| 55 | المهندس ناصر احمد اللوزي      | 4 / 10 / 2008  | 2 / 3 / 2011   |
| 56 | الدكتور خالد الكركي           | 2 / 3 /2011    | 25 / 10 / 2011 |
| 57 | السيد رياض أبو كركي           | 25 / 10 / 2011 | 28 / 1 / 2013  |
| 58 | الدكتور فايز الطراونة         | 28 / 1 / 2013  | 19 / 6 / 2018  |
| 59 | السيد يوسف حسن العيسوي        | 20 / 6 / 2018  |                |

## شخصيات في الديوان الملكي
- عبد الغني الكرمي

## روابط خارجية
- الموقع الرسمي للديوان الملكي